# Décès en 979
Décès
- 975
- 976
- 977
- 978
- 979
- 980
- 981
- 982
- 983

Cette page dresse une liste de personnalités mortes au cours de l'année 979 :
- 3 août : Thietmar de Misnie, margrave de Misnie.

- Luc le Nouveau Stylite, saint chrétien qui a commencé sa vie adulte comme soldat puis prêtre.
- Đinh Bộ Lĩnh, premier empereur du Đại Cồ Việt (ancêtre du Viêt Nam).
- Fujiwara no Koshi, impératrice consort de l'empereur En'yū du Japon.
- Abu Taghlib, ou Fadl Allah Abu Taghlib al-Ghadanfar ʿUddat al-Dawla, troisième émir des Hamdanides, chef de l'émirat de Mossoul.
- Havard Thorfinnsson, Jarl ou  comte des Orcades.

## Crédit d'auteurs
- Cet article est partiellement ou en totalité issu de l'article intitulé « 979 » (voir la liste des auteurs).